# Nambol
Nambol é uma cidade  no distrito de Bishnupur & Imphal West, no estado indiano de Manipur.

## Demografia
Segundo o censo de 2001, Nambol tinha uma população de 18,117 habitantes. Os indivíduos do sexo masculino constituem 50% da população e os do sexo feminino 50%. Nambol tem uma taxa de literacia de 68%, superior à média nacional de 59.5%: a literacia no sexo masculino é de 76% e no sexo feminino é de 59%. Em Nambol, 13% da população está abaixo dos 6 anos de idade.